# Ecaterina Merică
Ecaterina Merică (n. 21 septembrie 1941, Bălți, Republica Moldova ― d. 2008, Iași) a fost conferențiar doctor la Universitatea Tehnică „Gheorghe Asachi“ din Iași la Catedra de Industrii Organice și președinta Societății Române a Chimiștilor Cosmetologi (SRCC) cu sediul în Iași, afiliată la International Federation of Societies of Cosmetic Chemists (IFSCC). A pus bazele Programului Educațional Internațional de Cosmetologie „Ecaterina Merică“.

## Viața și activitatea profesională
Ecaterina Merică a absolvit în 1957 Liceul Teoretic „Carmen Silva“ din Botoșani. Între 1957 și 1963 a urmat cursurile Institutului Politechnic din Iași, Facultatea de Chimie Industrială, Secția Chimia și Technologia Compușilor Macromoleculari. În 1975 a efectuat o specializare de șase luni în proiectare la Insitutul de proiectări pentru Industria Chimică din Iași. Merică a obținut titlul de doctor în Inginerie Chimică în 1986 la Insitutul Politehnic Iași cu lucrarea „Transfer de masă la curgerea suspensiilor în filme subțiri“. Între 1993 și 2001 a fost secretar științific al Societății Române de Cosmetologie (SRCC) iar în 2001 a fost aleasă drept președintă a societății. De asemenea, a fost membră a Societății Române de Inginerie Chimică (SICR). 
De-a lungul activității sale științifice, Merică a condus numeroase teme de cercetare, printre care un rol însemnat l-a avut cercetarea pe extracte de plante și uleiuri esențiale cu potențiale utilizări în consmetice, medicamente sau ca arome alimentare și pe reologia emulsiilor și a suspensiilor.  În anii 1970, în calitate de titulară a cursului de Tehnologia produselor cosmetice la Facultatea de Chimie Industrială din Iași — singura facultate din țară la care se preda acest curs,— cercetătoarea a descoperit, împreună cu colegii ei, o nouă tehnologie de obținere a unui parfum de sinteză, care să imite moscul natural, menționează ziarul de Iași în interviu cu Merică. La acel moment doar în Germania și China se mai producea acest parfum, afirma Merică. Prin această tehnologie, Merică a obținut patru produse de sinteză prin metode originale, și anume, mosc xilene, mosc ambrette, mosc cetona si mosc thibetin. De asemenea, printre rezultatele ei s-a numărat și obținerea difenilmetanului, un parfum ce imită mirosul de flori de portocal și care poate fi utilizat și ca lichid de răcire la reactoarele nucleare, vezi interviul.
Pe lângă literatura de specialitate, chimista a dezvoltat permament colaborări cu firme producătoare din industria cosmetică. Merică mărturisea astfel în 2004 că, „deși există baza tehnologică, este nevoie de aparatură foarte performantă“.  Un alt aspect constatat de ea a fost acela că, industria cosmetică românească, aflată în accesiune dar și sub presiunea concurenței internaționale crescute, are nevoie de specialiști performanți. Aceasta a determinat-o pe Merică să inițieze și să dezvolte cursuri de formare și perfecționare de specialiști.
În anul 1999 la inițiativa SRCC din Iași, a cărei secretar științific era Merică, s-a obținut  o finanțare în valoare de 25.000 de dolari de la Banca Mondială, necesară elaborării unui Proiect de Inițiere de Program (PIP), prin urmare a unui plan de învățământ și de programe analitice. „La noi în țară nu a mai existat până în prezent o astfel de inițiativă“, declara Merică în iulie 1999 Cotidianului Local BZI de Iași. Scopul acestei înițiative era „înființarea unui Colegiu Tehnic de pregătire pentru industria cosmetică în cadrul Facultății de Chimie Industrială din Iași, o premieră în România“, dupa cum se menționează mai departe în cotidian.  
Din eforturile lui Merică și sub responsabilitatea ei a luat naștere un program educațional internațional de cosmetologie sub egida Federației Internaționale a Societăților de Cosmetologi Chimiști (IFSCC), program care, după moartea cercetătoarei, îi poartă până astăzi numele.
Ca reprezentantă a SRCC, Merică a primit în anul 2003 premiul Lester Conrad din partea IFSCC pentru meritele în promovarea instruirii și educației în domeniul cosmetic. Premiul, dotat cu o sumă de 8.000 de franci elvețieni, se decernează pe o perioadă de trei ani. 

## Programul Internațional de Educație în Cosmetologie „Ecaterina Merică“
Programul poartă numele Ecaterinei Merică „ca drept recunoștință pentru activitatea depusă în aplicarea ultimelor rezultate științifice în domenul cercetării, fabricării, desfacerii, distribuției și utilizării produselor cosmetice“. Mesajul lui Merică a fost acela că, „educația profesională a unui om de știință nu trebuie să se bazeze doar pe țara de origine“.
Acest program a debutat întâi în România și Bulgaria urmând apoi ca în fiecare an să aibă loc într-o altă țară. Până acum au profitat de acest program țări precum Croația, Portugalia, Filipine, Malaiesia, Tailanda, Ecuador, Guatemala, Peru, Uruguay, Columbia și Chile. El se adresează atât chimiștiolor, fizicienilor, biologilor, specialiștilor în toxologie, testare, legislație și marketing, cu competențe în domeniul cosmetologiei și domeniile adiacente, cât și doctoranzilor și masteranzilor interesați de domeniul cosmetologiei. De asemenea, evenimentele din cadrul programului sunt frecventate de numeroși reprezentanți ai industriei cosmetice românești și internaționale, firme de testare a produselor cosmetice, farmaciști și medici dermatologi. 

## Certificate și brevete de inventator
- R. E. Stoica, S. Goldeanu, Ec. Merică, Gel pe bază de plante destinat aplicării terapeutice, Cerere de brevet depusă la OSIM, martie 2002
- I. Bălan, N. Bălan, S. Oprea, Ec. Merică, Procedeu de obținere a 4-aminostirenului, Cerere de brevet 96-01050/1996, aprobată în 13 iunie 2000
- Ec. Merică, C. Șoldea, L. Odochian, M. Petrescu, Procedeul de obținere a f-butil-m-xilenului, Certificat de inventator nr. 85986/1984
- Gh. Botez, C. Oniscu, C. Gorea, Ec. Merică, Neue Arylamidosulfonyl-aryloxialchil-carboxy-Säuren, Deutsche Patentschrift München P.20.93.699/1973
- Gh. Botez, C. Oniscu, C. Gorea, Ec. Merică, L. Jerca, Noi acizi arilamido sulfonil-ariloxialchilcarboxilici și procedeu de preparare a lor, Certificat de inventator Nr. 56123/1973
- Gh. Botez, C. Oniscu, C. Gorea, Ec. Merică, Process for the preparation of arylamidosulfonyl aryloxyalchil carboxylic acids, Patent japonez, Niimi Patent Agency-Japan, Patent Aplication 118493/1972

## Publicații
Cărți
- Ec. Merică, Tehnologia produselor cosmetice, vol. I, Activi și Aditivi, Editura Corson, Iași, 2000, ISBN: 973-86194-1-6

- M. Lungu, Ec. Merică, Reologia Produselor Cosmetice, Editura Corson, Iași, 2000
- R. Z. Tudose, T. Volintiru, N. Asandei, M. Lungu, Ec. Merică, M. Ivan, Reologia compușilor macromoleculari, vol. III, Editura Tehnică București, 1986

- R. Z. Tudose, N. Asandei, M. Lungu, Ec. Merică, M. Ivan, Reologia compușilor macromoleculari, vol. II, Reologia Stării Lichide, Editura Tehnică București, 1984
- R. Z. Tudose, N. Asandei, M. Lungu, Ec. Merică, M. Ivan, Reologia compușilor macromoleculari, vol. I, Introducere în Reologie, Editura Tehnică București, 1982
- Gh. Lupusor, Ec. Merică, C. Șoldea, Ingineria sintezei intermediarilor aromatici - Procese Fundamentale, vol. 2, Editura Tehnică București, 1980 (1981), 419 pagini
- Ec. Merică, Reactoare și utilaj specific în Industria de Sinteză organică, Litographia Institutului Politehnic Iași, 1980
- Gh. Lupusor, Ec. Merică, C. Șoldea, V. Bucea-Gorduza, Ingineria sintezei intermediarilor aromatici - Baze teoretice, vol. 1, Editura Tehnică București, 1977, 320 pagini

Lucrări (extras)
- Ec. Merică, M. Lungu: Natural Polymers as Rheological Additives, Cellulose Chem. Technol. 5-6., 2003
- M. Lungu, M. Popa, Ec. Merică, M.D. Vicol: Le comportement rheologique des quelques gels a base de xanthane, utilises comme modificateurs de viscosite, 6 eme Colloque Franco-Roumain sur le Polymers, Rouen, PO69, 8-10 Septembre 2003
- Ec. Merică, M. Lungu, A. Chichirău, M. Rusu: Role and Significance of multidisciplinary research in the developement of cosmetic industry, RSCC Magazne, vol. 3, nr. 4, p. 30, 2003
- Ec. Merică, M. Lungu: Substanțe fotoprotectoare în produsele cosmetice și de îngrijire, Revista SRCC, vol2, nr. 4, p. 16, 2002
- Ec. Merică, C. Șoldea, I. Bălan: Compoziția chimică a uleiului esențial din artemisia annua indigenă, Revista SRCC, 2, 2002
- Ec. Merică, C. Filipovici, J Irimie: The implementation of SR ISO 9001 Quality System in a Unit for Galenical Manufacture (Creams, Gels), Revista SRCC, 1, p. 19-24, 2002, ISSN 1582-7011
- Ec. Merică, M. Lungu, Silicones in formulating the cosmetic, toiletry and care products, NUTRACOS, March/April, p. 14-17, Italia, 2002
- Ec. Merică, M. Lungu, Polimerii naturali în industria cosmetică, NUTRACOS, sept/oct., p. 2-6, Italia, 2002
- Ec. Merică, M. Lungu, Aplicațiile polimerilor sintetici în industria cosmetică, Materiale plastice, v.38, nr.4, p.252/260, 2001
- S. Petrescu, Ec. Merică, I. Mămăligă, C. Lisa: Fluid-Solid Heat Transfer with Phase Change I. Overall Heat Transfer Coefficient for Melting With Warm Gases, Revue Roumaine de Chimie, 45 (12), 1107-1113, 2000

## Discipline predate
- Tehnologia Intermediarilor organici

- Tehnologia produselor cosmetice (materii prime - agenți activi și aditivi)